# Albugo
Albugo è un genere di protisti appartenenti alla famiglia delle Albuginaceae. Comprende molte specie parassite di piante.

## Specie
- Albugo candida
- Albugo capparis
- Albugo centauri
- Albugo chardonii
- Albugo ipomoeae-panduratae
- Albugo lepigoni
- Albugo occidentalis
- Albugo swertiae
- Albugo trianthemae